# 14. december
14. december er dag 348 i året i den gregorianske kalender (dag 349 i skudår). Der er 17 dage tilbage af året.
Dagens navn er Crispus.

### Begivenheder
Født - Dødsfald
- 1542 - Marie Stuart krones som skotsk dronning, blot en uge gammel.
- 1819 - Alabama bliver USA's 22. delstat.
- 1825 - I St. Petersborg, Ruslands hovedstad, indleder unge officerer en opstand - decembrist opstanden - mod zarstyret. Det slås ned samme dag, og lederne henrettes eller sendes til Sibirien.
- 1900 - Max Planck publicerer sin Kvanteteori.
- 1903 - Brødrene Wright foretog historiens første motordrevne flyvning med en varighed på 4 sekunder
- 1911 - En ekspedition under ledelse af Roald Amundsen når som de første mennesker den geografiske sydpol.
- 1916 - Ved den første danske folkeafstemning med deltagelse af kvinder stemmer 284.000 for at sælge De dansk vestindiske øer til USA, mens 158.000 stemmer imod.
- 1918 - Portugals præsident, Sidonio Paes, der året forinden har tiltaget sig diktatorisk magt, myrdes ved et attentat, kun 6 uger efter, at han har overlevet et tidligere attentatforsøg.
- 1918 - Friedrich Karl von Hessen, tysk prins, der var valgt af den finske Riksdag til at blive Kong Väinö I, afstår fra Den finske Krone.
- 1927 - Storbritannien underskriver en traktat, der anerkender Iraks uafhængighed og tilbyder støtte til Iraks ansøgning om optagelse i Folkeforbundet.
- 1935 - Tomáš Masaryk, Tjekkoslovakiets første præsident, trækker sig tilbage.
- 1939 - Sovjetunionen udstødes af Folkeforbundet på grund af dets overfald på Finland den 30. november i Vinterkrigen.
- 1947 - Santiago Bernabéu i Madrid, som er fodboldklubben Real Madrid hjemmebane, indvies.
- 1955 - Finland, Irland og Portugal bliver medlemmer af De Forenede Nationer.
- 1959 - Ærkebiskop Makarios vælger som Cyperns første præsident.
- 1962 - De første nærbilleder fra Venus modtages fra USA's Mariner II.
- 1975 - De sydmolukkanske terrorister, som 12 dage forinden har kapret et tog og dræbt 2 gidsler, overgiver sig.
- 1981 - Israel annekterer Golan-højderne, som de havde erobret fra Syrien i 1967.
- 1982 - Spanien åbner grænsen til Gibraltar, som blev lukket af Franco-styret i 1969.
- 1995 - Dayton-fredsaftalen underskrives i Paris af præsidenterne for Serbien, Kroatien og Bosnien-Hercegovina. Aftalen er den formelle afslutning på Krigen i Bosnien-Hercegovina, som var Europas værste konflikt siden anden verdenskrig.
- 1996 - Kulturby 96 lukkes officielt med en stor afslutningsfest på Københavns Rådhus.
- 2001 - Juraprofessor Linda Nielsen vælges til ny rektor på Københavns Universitet, hvor hun afløser Kjeld Møllgård.
- 2006 - Lars Barfoed afgår som minister, efter fødevareskandalen fra foråret 2006 blusser op igen, og Carina Christensen fra Strib på Fyn tiltræder som minister.

### Født
- 1503 - Nostradamus, fransk astrolog og læge (død 1566).
- 1546 - Tycho Brahe, dansk astronom (død 1601).
- 1791 - Johan Ludvig Heiberg, dansk digter (død i 1860).
- 1841 - Louis Pio, dansk politiker og partistifter (død 1894).
- 1858 - Robert Henriques, dansk cellist, komponist og redaktør (død 1914).
- 1870 - Karl Renner, østrigsk jurist og første forbundspræsident (død 1950).
- 1871 - Harald Moltke, dansk maler og forfatter (død 1960).
- 1875 - Agnes Schmitto, dansk dyreværnsforkæmper (død 1953).
- 1877 - Jørgen Brønlund, grønlandsk lærer og polarforsker (død 1907).
- 1887 - Axel Petersen, dansk civilingeniør (tonefilmsystemet Petersen & Poulsen) (død 1971).
- 1890 - Sigurd Hoel, norsk forfatter (død 1960).
- 1894 - Marius Jacobsen, kgl. dansk kammersanger (død 1961).
- 1895 - Georg 6., engelsk konge (død 1952).
- 1902 - Hans Rasmussen, dansk politiker og forbundsformand (død 1995).
- 1911 - Spike Jones, amerikansk komiker og musiker (død 1965).
- 1913 - Anna Ladegaard, dansk forfatter (død 2000).
- 1914 - Rosalyn Tureck, amerikansk pianist (død 2003).
- 1915 - Gerda Neumann, dansk sanger og skuespiller (død 1947).
- 1917 - Tove Ditlevsen, dansk forfatter (død 1976).
- 1922 - Don Hewitt, amerikansk journalist og tv-producer (død 2009).
- 1922   - Kirsten Stenbæk, dansk filminstruktør (død 1994).
- 1946 - Jane Birkin, engelsk-født fransk skuespillerinde (død 2023).
- 1948 - Peter Thorup, dansk musiker (død 2007).
- 1950 - Pelle Voigt, dansk centerleder og politiker.
- 1953 - Vijay Amritraj, indisk tennisspiller.
- 1955 - Jan Trøjborg, borgmester, tidligere folketingsmedlem og minister.
- 1960 - Ebrahim Raisi, iransk præsident (død 2024).
- 1964 - Bettina Palle, dansk boksepromoter.
- 1965 - Helle Helle, dansk forfatter.
- 1966 - Helle Thorning-Schmidt, 41. statsminister i Danmark (embedsperiode 2011 – 2015); Socialdemokraternes formand (embedsperiode 2005 – 2015).
- 1976 - Peter Gade, dansk badmintonspiller
- 1977 - Kirsten Brosbøl, dansk folketingspolitiker.
- 1979 - Michael Owen, engelsk fodboldspiller.
- 1979 - Sophie Monk, australsk skuespiller og sanger.
- 1981 - Matilda Boson, svensk håndboldspiller.
- 1982 - Stephanie Lose, dansk politiker.
- 1988 - Vanessa Anne Hudgens, amerikansk skuespillerinde.
- 1989 - Casper U. Mortensen, dansk håndboldspiller.
- 1993 - Antonio Giovinazzi, italiensk racerkører.

### Dødsfald
- 1503 - Sten Sture (den ældre), svensk rigsforstander (født ca. 1440).
- 1788 - Carl Philipp Emanuel Bach, tysk komponist (født 1714).
- 1799 - George Washington, USA's første præsident (født 1732).
- 1826 - Malthe Conrad Bruun, dansk forfatter, publicist og geograf (født 1775).
- 1861 - Prins Albert, dronning Victorias ægtefælle (født 1819) - død af tyfus.
- 1865 - Johan Georg Forchhammer, dansk geolog (født 1794).
- 1942 - Viggo Brøndal, dansk filolog og sprogforsker (født 1887).
- 1956 - Juho Kusti Paasikivi, Finlands præsident (født 1870).
- 1963 - Dinah Washington, amerikansk sanger (født 1924).
- 1973 - Johannes Allen, dansk forfatter og filminstruktør (født 1916).
- 1989 - Andrei Sakharov, sovjetisk atomvidenskabsmand og systemkritiker (født 1921).
- 1990 - Friedrich Dürrenmatt, schweizisk forfatter (født 1921).
- 1993 - Myrna Loy, amerikansk skuespiller (født 1905).
- 2006 - Bendt Reiner, dansk skuespiller (født 1928).
- 2016 - Halfdan Mahler, dansk cand.med. (født 1923).
- 2020 - Brita Wielopolska, dansk filminstruktør (født 1951).
- 2022 - Rock Nalle, dansk sanger (født 1943).

|  | Denne datoartikel kan blive bedre, hvis der indsættes et (bedre) billede Du kan hjælpe ved at afsøge Wikimedia Commons for et passende billede eller uploade et godt billede til Wikimedia Commons iht. de tilladte licenser og indsætte det i artiklen. |